# نو كوبي رايتس ساوندس
نو كوبيرايتس ساوندس (بالإنجليزية: NoCopyrightSounds)‏ هي علامة تسجيلات بريطانية للموسيقي الإلكترونية الحرة الملكية. بدأت كقناة في يوتيوب في سنة 2011 وذاع صيت تسجيلاتها في عالم ألعاب الفيديو.